# Lorena Velázquez
María Concepción Villar y Dondé (Ciudad de México, 15 de diciembre de 1939-Ciudad de México, 11 de abril de 2024), conocida como Lorena Velázquez, fue una actriz mexicana. 
Gracias a su recurrente participación en películas de terror mexicanas, se estableció como una reina del grito, una de las pocas actrices mexicanas en alcanzar este estatus. Esto último también le valió el ser conocida como la Reina del Cine Fantástico.

## Biografía y carrera

### Primeros años
María Concepción Villar y Dondé nació el 15 de diciembre de 1939 en Ciudad de México, siendo hija de Eduardo Villar Andrade y Elda Dondé. Su hermana menor, la actriz Tere Velázquez, nació tres años más tarde, en 1942. Cuando sus padres se divorciaron, su madre contrajo matrimonio con el actor Víctor Velázquez, y de este ella y su hermana tomaron su apellido para crear sus nombres artísticos una vez que empezaron a incursionar en el cine. Estudió ballet y teatro en la escuela de Bellas Artes, donde se formó académicamente en técnica teatral con Fernando Wagner, en historia del teatro con Francisco Monterde, y en actuación con Clementina Otero.

### Incursión actoral y vida
Inspirada por la profesión de su padre adoptivo, comenzó a tener deseos de incursionar en el cine, lo cual logró participando en la cinta Caras nuevas (1956), con la que inició su carrera actoral durante el año final de la Época de Oro del cine mexicano. Poco después, consiguió su primer papel protagónico en Un mundo nuevo (1957). En los sesenta, filmó títulos como Ellas también son rebeldes (1961), El rapto de las sabinas (1962), y Santo contra las mujeres vampiro (1962), una película de terror que obtuvo buena recepción. En 1967, contrajo matrimonio con Robert Taylor Morris, de quien se divorció cinco años después.
En la década de los setenta, destacó por proyectos como Estafa de amor (1970) Fray Don Juan (1970), Ya somos hombres (1971), Caín, Abel y el otro (1971), Los desalmados (1971). Una vez finalizado su divorcio con Morris, cerca de 1973 se casó por segunda ocasión con Eduardo Novoa, con quien procreó a Eduardo Novoa Villar, su único hijo. Luego de trece años de matrimonio, alrededor de 1986, Velázquez y Novoa se divorciaron, debido al alcoholismo que este último padecía.
En 2011, participó en la cinta Cartas a Elena. Adquirió la denominación de reina del grito, por la cual fue homenajeada en distintos contextos; como en el festival El Futuro más acá, en Nueva York, en el Festival de Cine Latino, de San Diego, en el Sexto Festival Internacional de Cine de Acapulco (FICA), y en el primer festival Feratum de terror, fantasía y ciencia ficción en Tlalpujahua. En 2014, regresó al teatro con el musical Mame, que no logró conseguir una buena recepción por parte del público, ni recabó buenas críticas.

## Muerte
El 11 de abril de 2024, Velázquez falleció mientras dormía en su departamento de Ciudad de México, a los 84 años de edad. Su cuerpo fue cremado y sus cenizas fueron entregadas a su hijo.

## Filmografía

### Cine
- Bataclán mexicano (1956)
- Caras nuevas (1956)
- ¡Viva la juventud! (1956)
- Un mundo nuevo (1957)
- Los tres bohemios (1957)
- La Diana cazadora (1957)
- Mi influyente mujer (1957)
- La odalisca n.º 13 (1958)
- La cama de piedra (1958)

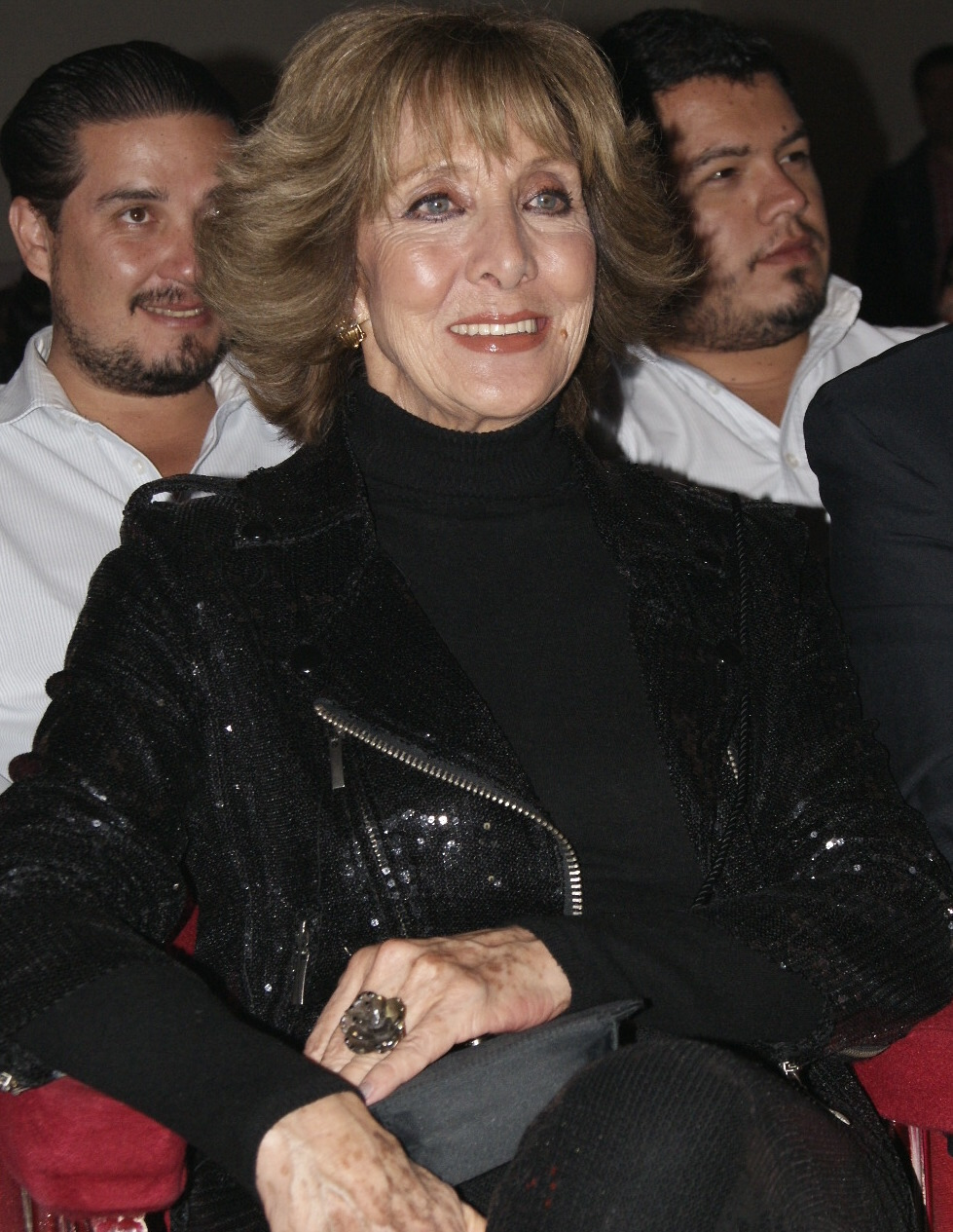
Fotografiada en 2011.

- Una señora movida (1959) - Mercedes
- La ley del más rápido (1959) - Margarita
- El puma (1959) - Margarita
- La vida de Agustín Lara (1959) - María Islas
- La ciudad sagrada (1959)
- Los milagros de San Martín de Porres (1959)
- ¡Yo sabia demasiado! (1960)
- Ladrón que roba a ladrón (1960)
- Dos criados malcriados (1960)
- Tin Tan y las modelos (1960)
- Dormitorio para señoritas (1960)
- A tiro limpio (1960)- Margarita
- La nave de los monstruos (1960) - Beta
- Los tigres del desierto (1960) - Yvonne
- Jóvenes y rebeldes (1961)
- Ay Chabela...! (1961)
- Ellas también son rebeldes (1961) - Irene Barreto
- ¡En peligro de muerte! (1962)
- Quiero morir en carnaval (1962) - Silva Fontana
- Santo contra las mujeres vampiro (1962) - Thorina, reina de los vampiros
- Si yo fuera millonario (1962)
- Quiero morir en carnaval (1962)
- La pantera de Monte Escondido (1962)
- El rapto de las sabinas (1962) - Hersilia
- Santo contra los zombies (1962)- Gloria Sandoval / Gloria Rutherford (versión en inglés)
- Pecado (1962)
- Pilotos de la muerte (1962)
- El malvado Carabel (1962)
- Martín Santos, el llanero (1962)
- Las bravuconas (1963)
- Entre bala y bala (1963)
- Las luchadoras contra el médico asesino (1963) - Loreta Venus
- Las luchadoras contra la momia (1964) - Loreta Venus
- La edad de piedra (1964) - Uga
- Un padre a todo máquina (1964)
- Un gallo con espolones (Operación ñongos) (1964)
- El escándalo (1964)
- Vuelve el Norteño (1964)
- Adorada enemiga (1965)
- Tintansón Cruzoe (1965)
- Santo contra el hacha diabólica (1965) - Isabel de Arango
- Los tres calaveras (1965)
- Las lobas del ring (1965) - Loreta Venus
- Diablos en el cielo (1965)
- El último cartucho (1965) - Amparo
- Loco por ellas (1966)
- Tierra de violencia (1966)
- El tragabalas (1966)
- El planeta de las mujeres invasoras (1966) - Adastrea; Albunia
- Las hijas de Elena (1967)
- Santo en Atacan las brujas (1968) - Elisa Cárdenas/Mayra
- Las infieles (1969)
- El campeón de la muerte (1969)
- Fray Don Juan (1970)
- Estafa de amor (1970)
- Caín, Abel y el otro (1971)
- Los desalmados (1971)
- Ya somos hombres (1971)
- El tesoro de Morgan (1971) - Dalia
- La inocente (1972)
- Los hombres no lloran (1973) - Carmen Garza
- Masajista de señoras (1973)
- Misión suicida (1973)- Ana Silva
- Cinco mil dólares de recompensa (1974) - Virginia
- Mi amorcito de Suecia (1974) - Linda
- Leyendas macabras de la colonia (1974)
- Las momias de San Ángel (1975)
- Las modelos de desnudos (1983)
- El padre Trampitas (1984)
- Escuela de placer (1984)
- Fiebre de amor (1985)
- Apuesta contra la muerte (1989)
- La Chilindrina en apuros (1994) - Doña Aldonza
- Pánico en el paraíso (1994)
- Reclusorio (1997) - Reyna de la Garza (segmento: «Sangre entre mujeres»)
- El señor de los cielos II (1998)
- El señor de los cielos III (1998)
- Asesina (1999)
- V.I.H.: El muro del silencio (2000)
- El hijo de la tiznada (2001)
- Boda fatal (2001)
- La hacienda del terror (2005)
- Se les peló Baltazar (2006)
- Lorena (2006)
- Cartas a Elena (2011)
- Amor de mis amores (2014)
- Un sentimiento honesto en el calabozo del olvido (2017)
- Más sabe el diablo por viejo (2018) - Angélica Aguirre

### Televisión
- Cumbres Borrascosas (1964) - Cathy
- Estafa de amor (1968) - Mayté
- El diario de una señorita decente (1969) - Clotilde
- Las fieras (1972) - Sara
- El manantial del milagro (1974) - Elena
- Ardiente secreto (1978)
- El enemigo (1979)
- Dulce desafío (1988-1989) - Aída
- Morir para vivir (1989) - Etelvina
- Mi pequeña traviesa (1997-1998) - Catalina
- El privilegio de amar (1998-1999) - Rebeca de la Colina
- La casa en la playa (2000) - Elena White
- Amigas y rivales (2001) - Itzel de la Colina
- Mujer, casos de la vida real (2001-2004) - 6 episodios:
  - Trauma infantil (2001)
  - Encuentro con el alma (2002)
  - Horas inmensas (2002)
  - Cuerpo anclado (2002)
  - Confianza ciega (2002)
  - En polvo te convertirás (2004)
- ¡Vivan los niños! (2002) - Donatella
- Velo de novia (2003-2004) - Adela Isabela
- Rubí (2004) - Mary Chavarría
- Muchachitas como tú (2007) - Teresa
- Alma de hierro (2008-2009) - Victoria
- La rosa de Guadalupe (2008-2012) - 3 episodios:
  - Pasarela (2008) - Lorena
  - Encontrarse (2011) - Eva
  - Una nariz roja y brillante (2012) - Selene
- Mujeres asesinas (2009) - 1 episodio:
  - Rosa, heredera - Ana María Someyera
- Como dice el dicho (2011) - 1 episodio:
  - Al que dios no le da hijos... - Dianita
- Niña de mi corazón (2010) - Mercedes Riquelme
- Dos hogares (2011-2012) - Carmela Correa
- Mentir para vivir (2013) - Sra. Carmona
- Qué pobres tan ricos (2013-2014) - Isabel "Chabelita" Lascuráin
- Amores con trampa (2015) - Corina Bocelli
- Sueño de amor (2016) - Gina Morales
- Los güeros también somos nacos (2016-2017) - Tina
- Silvia Pinal, frente a ti (2019) - Directora del colegio
- La mexicana y el güero (2020) - Rose Sommers[22]

## Premios

### Diosas de Plata
| Año  | Premio         | Categoría        | Trabajo nominado | Resultado |
| ---- | -------------- | ---------------- | ---------------- | --------- |
| 1987 | Diosa de Plata | Actriz de cuadro | Fiebre de amor   | Ganadora  |

### Premios ACE
| Año  | Premio     | Categoría                  | Trabajo nominado | Resultado |
| ---- | ---------- | -------------------------- | ---------------- | --------- |
| 2012 | Premio ACE | Mejor coactuación femenina | Cartas a elena   | Ganadora  |

### Otros reconocimientos
- Homenaje a su trayectoria artística durante el Festival Internacional de Cine de Acapulco (FICA) realizado en 2010.[25]